# Ghyczy Jenő
Ghiczi, assa- és ablánczkürti Ghyczy Jenő (1893. május 4. – 1982. január 18.) magyar diplomata, külügyminiszter a Kállay Miklós miniszterelnök vezette kormányban 1943 és 1944 között.

## Életpályája
Osztrák-magyar konzuli attasé volt a Monarchia összeomlásáig, majd magyar konzuli attaséként folytatta utána is. 1919 novemberétől alkonzul, 1923 januárjától követségi titkári címmel konzul, 1933 januárjától követségi tanácsos volt. 1939 júniusától rendkívüli követi és meghatalmazott miniszteri címmel felruházott tanácsos volt. 1929 és 1935 között a prágai, 1936-1937-ben a belgrádi, 1937 és 1939 között a berlini követségeken dolgozott tisztviselőként. 1939-től a külügyminisztérium politikai osztályának vezetője volt, majd 1940 decemberétől rendkívüli követ és meghatalmazott miniszter. 1943 júliusától 1944 márciusáig Magyarország külügyminisztere.
A háborúból való kilépési politika egyik irányítója volt. 1944 márciusa után már nem volt politikai szerepe. 1951 nyarán kitelepítették, visszavonultan élt haláláig előbb Gödön majd Budapesten.